# Synodus mascarensis
Synodus mascarensis är en fiskart som beskrevs av Prokofiev 2008. Synodus mascarensis ingår i släktet Synodus och familjen Synodontidae. Inga underarter finns listade i Catalogue of Life.